# Херния
Херния (на латински: hernia – разкъсване, спукване) или изсипване или кила представлява излизане на тъкан, орган или част от орган през вроден или придобит дефект в мускулната или съединителнотъканната обвивка. Хернията има три части – херниален пръстен, херниален сак и херниално съдържимо.
Най-често херния се появява в коремната област. Поради вродена или придобита локална слабост в коремната стена в нея може да се появи отвор, през който мастна тъкан или част от коремен орган, покрит от перитонеум, може да излезе навън.

## Класификация
Според етиопатогенезата:
- Вродена херния (на латински: hernia congenita) – появява се по време на вътреутробното развитие и се изявява след раждане. Най-честите вродени хернии при кърмачета са индиректната ингвинална херния и пъпната херния.
- придобита херния (на латински: hernia aquisita) – възникват през различни периоди от живота на човека.

Според локализацията:
- диафрагмална
  - постеро-латерална (лумбо-костална) на Бохдалек
  - парастернална на Моргани
  - хиатална
    - аксиална
    - параезофагеална
    - плъзгаща
- ингвинална
  - индиректна
  - директна
- феморална
- пъпна
- околопъпна
- шпигелова
- следоперативна
- мускулна
- дискова

Според наличието на херниален сак:
- истински – имат херниален сак
- лъжливи – нямат херниален сак

Съществуват различни клинични класификации на ингвиналните и феморалните хернии. Една от най-разпространените е тази на Nyhus, според която херниите в ингвиналната област се класифицират в четири типа:
- Тип 1 - Индиректна херния без разширяване на херниалния пръстен.
- Тип 2 - Индиректна херния с разширяване на херниалния пръстен и запазена задна стена на ингвиналния канал.
- Тип 3 - Хернии с дефект в задната стена на ингвиналния канал.
  - Тип 3a - Директна херния с дефект на задната стена.
  - Тип 3b - Индиректна херния със слабост на долната стена. Плъзгаща херния.
  - Тип 3c - Феморална (бедрена) херния.
- Тип 4 Рецидивираща херния.
  - Тип 4a - Директна.
  - Тип 4b - Индиректна.
  - Тип 4c - Феморална.
  - Тип 4d - Комбинирана.

## Клинична картина
При херния се наблюдава неудобство и тежест в засегнатата област.

## Лечение
Лечението на херниите е единствено и само оперативно. Съществуват два метода за лечение:
- конвенционална (традиционна) операция
- лапароскопска (безкръвна) операция – лапароскопия.

При лапароскопията с помощта на малки отвърстия на коремната стена, посредством микроинструменти и под видео контрол се извършва дисекция в областта на хернията и редукция на херниалния сак.
Поставя се полипропиленова протеза (polypropylene Mesh), от вътрешната страна на коремната стена.
Преимуществата на лапароскопията са:
- вътрекоремното налягане благоприятства по-добрата фиксация на платното
- по-слаба следоперативна болка, по-добър комфорт за пациента и по-бързо възстановяване
- дава възможност за визуализиране на недиагностицирани хернии
- средство на избор е при двустранна и рецидивна херния

Коланите, специално бельо и бандажи за херния не се препоръчват, освен ако операцията е противопоказна, но дори и тогава рискът е по-голям. Единствено може да се постигне плацебо ефект, но подобрение не може да настъпи, а само облекчение на симптомите.